# Săcel (okręg Hunedoara)
Săcel – wieś w Rumunii, w okręgu Hunedoara, w gminie Sântămăria-Orlea. W 2011 roku liczyła 255 mieszkańców.